# Gorzó
Gorzó (1899-ig Grozócz, szlovákul: Gruzovce) község Szlovákiában, az Eperjesi kerület Homonnai járásában.

## Fekvése
Homonnától 5 km-re északnyugatra fekszik.

## Története
A települést a 14. században a német jog alapján alapították, 1453-ban említik először. Ekkor a homonnai uradalom része volt, Drugeth György és Antal tulajdonában állt. Később a Wandernath, Sennyey, Szirmay és Andrássy családok birtoka.
A 18. század végén Vályi András így ír róla: „GROZÓTZ. Tót falu Zemplén Vármegyében, földes Ura G. Szirmay Uraság, lakosai katolikusok, fekszik Homona Bresztohoz 1/2 órányira, hegyes, és agyagos határja három nyomásbéli, zabot, és krompélyt leginkább terem, erdője bikkes, szőleje nints.”
Fényes Elek 1851-ben kiadott geográfiai szótárában így ír a faluról: „Grugócz, tót falu, Zemplén vmegyében, Göröginye fil. 76 romai, 70 g. kath., 9 zsidó lak., 392 h. szántófölddel. F. u. gr. Vandernath. Ut. p. N. Mihály.”
Borovszky Samu monográfiasorozatának Zemplén vármegyét tárgyaló része szerint: „Gorzó, azelőtt Grozócz. Tót kisközség. Csak 17 háza és 114 lakosa van, kiknek nagyobb része római katholikus. Postája Göröginye, távírója és vasúti állomása Homonna. A homonnai uradalomhoz tartozott s az újabb korban került a 'Sennyeyek s a Szirmayak birtokába. Ezidőszerint nincs nagyobb birtokosa. Templom sincs a községben.”
1920 előtt Zemplén vármegye Homonnai járásához tartozott.

## Népessége
| Év:            | 1994. | 2004.   | 2014.   | 2024.    |
| -------------- | ----- | ------- | ------- | -------- |
| Emberek száma: | 130   | 127     | 124     | 137      |
| Eltérés:       |       | -2,30 % | -2,36 % | +10,48 % |

| Év:            | 2023. | 2024.   |
| -------------- | ----- | ------- |
| Emberek száma: | 140   | 137     |
| Eltérés:       |       | -2,14 % |

1910-ben 100, túlnyomórészt szlovák lakosa volt.
2001-ben 123 szlovák lakosa volt.
2011-ben 123 szlovák lakta.

## Külső hivatkozások
- Községinfó
- Gorzó Szlovákia térképén[halott link]
- Travelatlas.sk
- E-obce.sk